# Giorgio Di Centa
Giorgio Di Centa (n. 7 octombrie 1972, Tolmezzo, Friuli-Veneția Giulia, Italia) este un schior de fond ce a reprezentat Italia, medaliat olimpic. A participat la 5 ediții ale Jocurilor Olimpice (1998, 2002, 2006, 2010, 2014) în care a câștigat două medalii de aur și o medalie de argint.